# ساگارا سوزو
ساگارا سوزو (相楽 総三؛ تولد ۱۸۳۹ – مرگ ۱۸۶۸، فرد نظامی اهل ژاپن بود. نام واقعی کوجیما شیرو (小島 四郎)، رهبر یگان اول سکیهوتای، گروهی از افراط‌گرایان سیاسی ژاپنی بود که در سال ۱۸۶۸ در طول جنگ بوشین تشکیل شد.

## تاریخچه

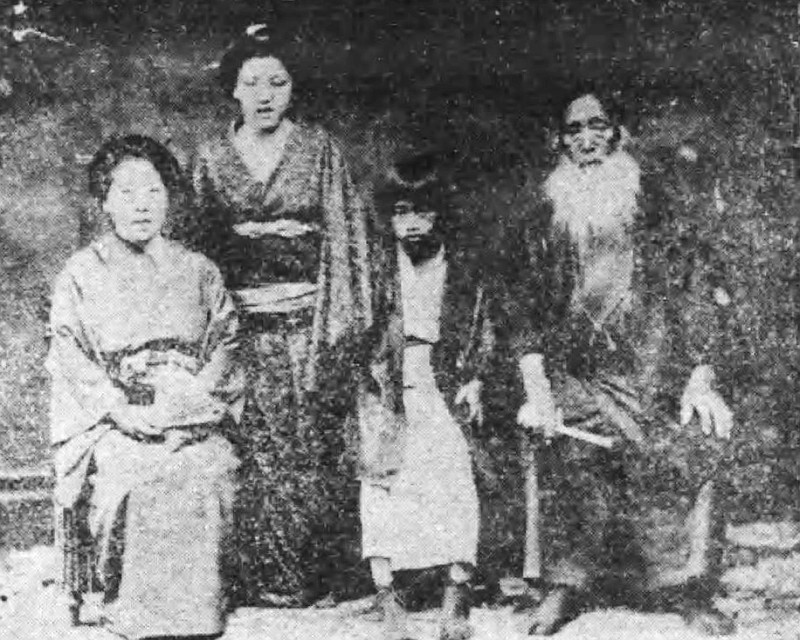
خانواده ساگارا، پنج یا شش سال پس از مرگ او گرفته شده است؛ از چپ: خواهرش، خواهرزاده‌اش، پسرش و پدرش

او در سال ۱۸۳۹ با نام کوجیما شیرو در آکاساکا، ادو به عنوان چهارمین پسر پدر ثروتمند کوجیما هیوما و همسرش یاسو به دنیا آمد.
او در سال ۱۸۶۴ با واتانابه ترو، دختر خادم خاندان ماتسودایرا (گنجی ۱) ازدواج کرد. پسر آنها، کاواجیرو، در سال ۱۸۶۵ (گنجی ۲) به دنیا آمد که با او خوشحال بود و فکر می‌کرد پسر تازه متولد شده‌اش هدیه‌ای از جانب الوهیت معبد هیکاوا است.
پس از نبرد توبا-فوشیمی در سال ۱۸۶۸، سکیهوتای، که ساگارا رهبر واحد اول آن بود، متشکل از یک دسته غیرنظامی که عمدتاً از کشاورزان و بازرگانان تشکیل شده بود، در ۱ فوریه ۱۸۶۸ در معبد کنگورین-جی در ماتسوجی، ولایت اومی با حمایت سایگو تاکاموری و ایواکورا تومومی تشکیل شد. این گروه قول کاهش مالیات را به افرادی که از آن حمایت می‌کردند، داد، حرکتی که در ابتدا توسط دولت جدید حمایت می‌شد. دولت جدید بعداً متوجه شد که به دلایل مالی قادر به انجام این وعده نیستند.
هنگامی که از ساگارا توسط فرماندهی اتحاد ساتچو خواسته شد که به مقر خود بازگردد، ساگارا تصمیم گرفت این کار را نکند زیرا معتقد بود که خیلی زود خواهد بود. این، همراه با تعدادی از اقدامات غیرمجاز قبلی، منجر به روی آوردن نیروهای ساچدو به واحد او شد. علاوه بر این، دولت جدید که به دنبال یک قربانی برای ناتوانی خود در تحقق وعده کاهش مالیات بود، سکیهوتای را ارتشی جعلی اعلام کرد که از نام دولت برای مبارزات انتخاباتی خود سوءاستفاده می‌کند. ساگارا به همراه هفت افسر دیگر در ۲۴ مارس ۱۸۶۸ توسط نیرویی تحت فرماندهی ستاد نظامی شیندو تاتواکی دستگیر شدند. ساگارا مجبور بود اعدام افسرانش توسط سر بریدن را یکی یکی تماشا کند تا اینکه خودش در شیموسووا، استان ناگانو در ۲۶ مارس ۱۸۶۸ سر از تنشان جدا شد. سرهای آنها صبح روز بعد برای نمایش گذاشته شد.
همسرش، ترو، پس از شنیدن این خبر، پسرش کواجیرو را به خواهر بزرگ ساگارا (ازدواج خانواده کیمورا) سپرد و بلافاصله پس از آن خودکشی کرد. در حالی که سر ساگارا در معرض نمایش بود، بعداً توسط دوست نزدیکش و یک محقق کوکوگاکو Iida Takesato دزدیده شد و مخفیانه دفن شد.
پس از اینکه محل دفن اصلی آنها در معبد دیگر نگهداری نمی‌شد، قبرهای آنها در گورستان آئویاما، آکاساکا، توکیو، ژاپن توسط خانواده کیمورا دوباره دفن شد.